# Stadtpfarrkirche Heidenreichstein

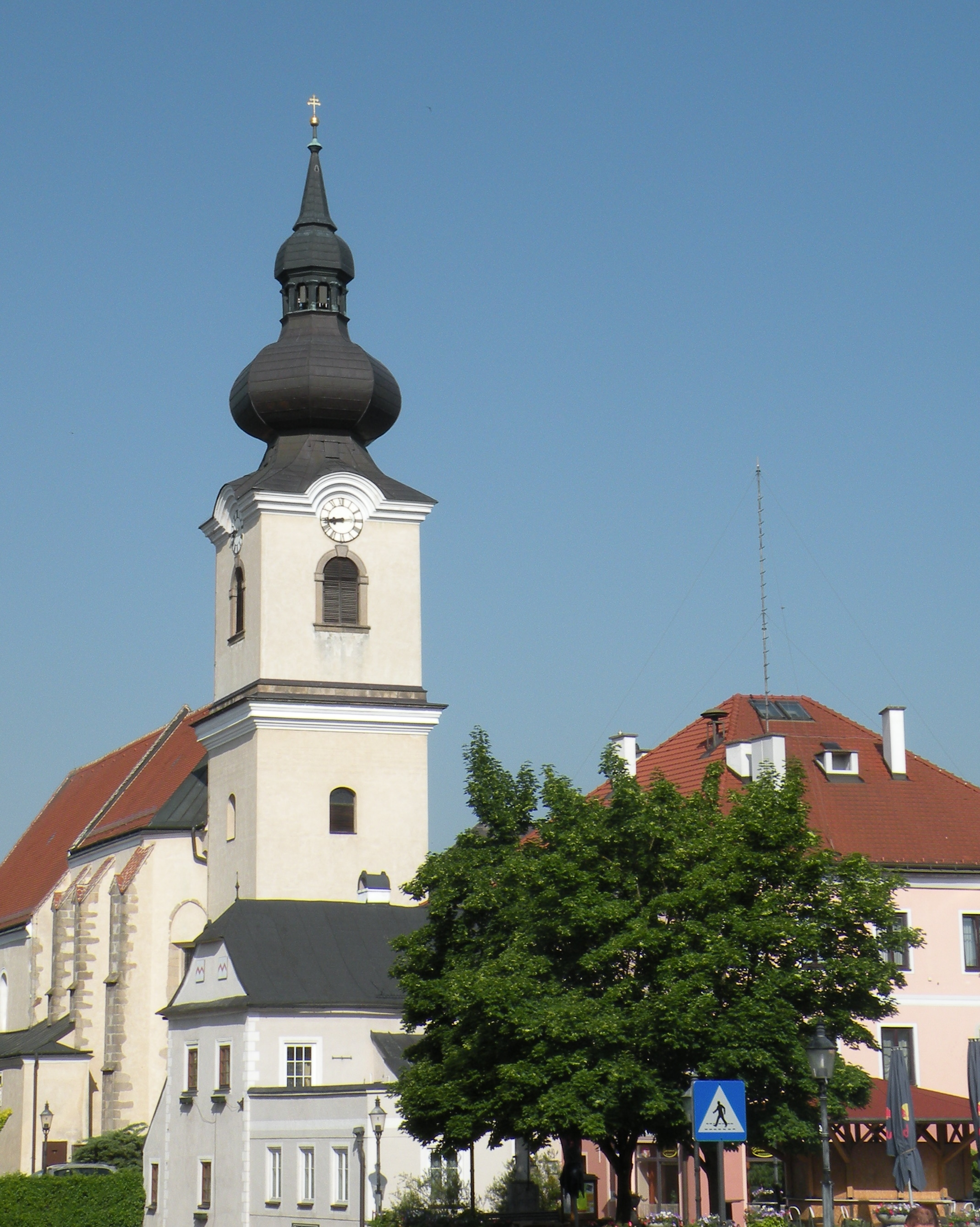
Stadtpfarrkirche Heidenreichstein

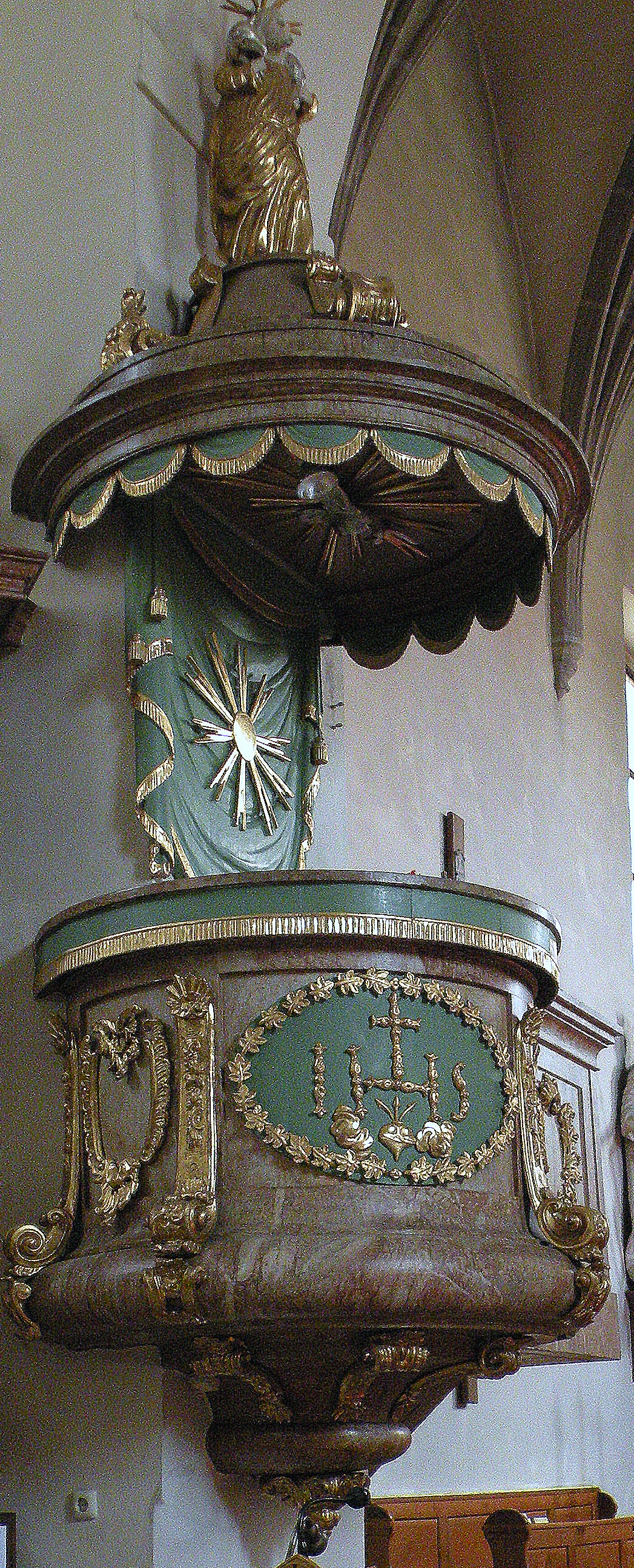
Barocke Kanzel aus 1769

Die Stadtpfarrkirche Heidenreichstein ist eine römisch-katholische Kirche, die der Heiligen Margareta geweiht ist und westlich des Stadtplatzes der Stadt Heidenreichstein steht.

## Geographie
Die Zuständigkeit der Pfarre Heidenreichstein erstreckt sich auf die Stadt Heidenreichstein mit den Stadtteilen Kleinpertholz und Wielandsberg sowie die Dörfer Altmanns, Thaures mit Neuthaures, Eberweis, Dietweis und Motten. Die Nachbarpfarre in Seyfrieds wird seit 1987 von der Pfarre Heidenreichstein mitbetreut.

## Geschichte

### Geschichte der Pfarre
Die Urpfarre Heidenreichstein ist im ausgehenden 12. oder beginnenden 13. Jahrhundert durch die Erbauung einer Eigenkirche der Grundherrschaft Heidenreichstein zeitgleich mit dieser entstanden. Obwohl in den folgenden Jahrhunderten das Kirchenpatronat vom Landesfürsten zurückbehalten wurde, haben es stets die jeweiligen Herrschaftseigentümer der Herrschaft Heidenreichstein ausgeübt.
1297 galt Heidenreichstein als ein der begütertsten Pfarren des Waldviertels, da sie eine sogenannte Zehentpfarre mit Grundbesitz und eigener niederer Gerichtsbarkeit war. Zu ihr gehörten auch die Filialpfarren Rottenschachen, Zuggers und Seyfrieds.
Anfang des 14. Jahrhunderts wurde Seyfrieds aus der Pfarre ausgeschieden und wurde wie später auch Rottenschachen und Zuggers selbständige Pfarre. Im 17. und 18. Jahrhundert gehörte die Pfarre Heidenreichstein den Pröbsten von Eisgarn.
Bemerkenswert sind die Wallfahrten am „Guten-Hirten-Sonntag“ und zu Christi Himmelfahrt zur Wallfahrtskirche zum „Guten Hirten“ in Eberweis sowie die Messlizenzen in Altmanns, Dietweis, Thaures und Motten.

### Geschichte der Stadtpfarrkirche
Bauwerk

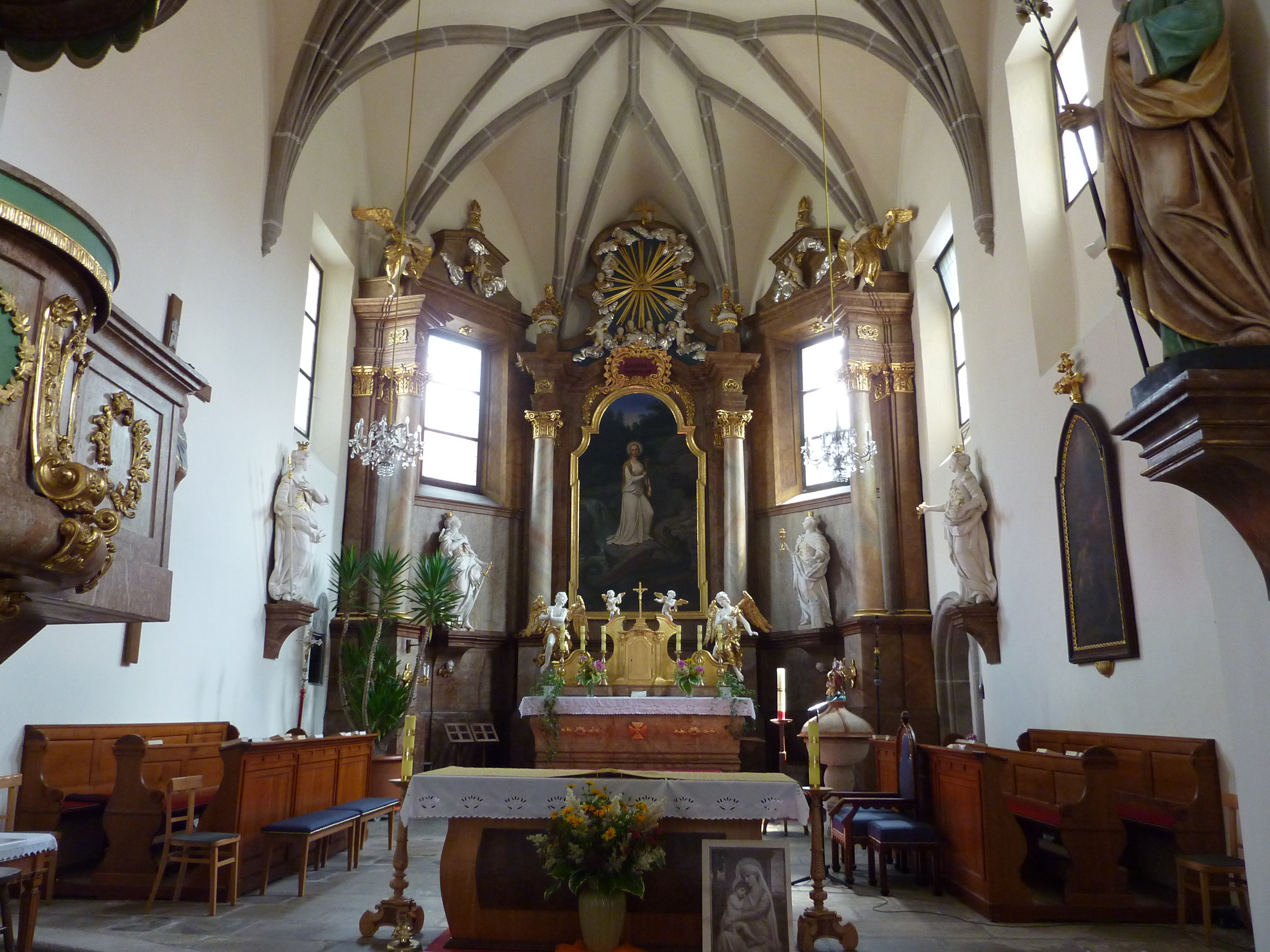
Altarraum der Stadtpfarrkirche

Die Stadtpfarrkirche Heidenreichstein ist aus einer ehemals romanischen Basilika hervorgegangen. Die Kirche hat einen spätgotischen Chor und ein Hauptschiff mit flacher Decke. Das Presbyterium und der südliche Teil der Kirche mit dem gotischen Portal stammen aus der zweiten Hälfte des 15. Jahrhunderts. Es wurde ein zweijochiger Chor mit einem 5/8-Schluss an das romanische Langhaus angebaut. Die Sternrippen des Gewölbes setzen hoch auf Knopfkonsolen an. Die Kirche besaß ursprünglich anstatt eines eigenen Kirchturms einen Dachreiter, in dem die Glocken untergebracht waren. 1621 brannte die Kirche und viele Häuser des Ortes nieder. 1628 bis 1631 wurde das Hauptschiff der Kirche neu erbaut.
1753 wurde der Grundstein zum Bau des barocken Kirchturm gelegt, der 1755 vollendet wurde. Beim Turmbau wurde ein gotisches Kreuzrippenfenster zugemauert und aus zwei Spitzbogenfenstern durch Rechteckfenster ersetzt. Die Turmkuppel mit dem Turmkreuz weist zwei Querbalken auf. Der Kirchturm ist 42 Meter hoch und damit das höchste Bauwerk in Heidenreichstein. Das Dach war ursprünglich mit Holzschindeln bedeckt, die später durch Weißblech ersetzt wurden, das rot gestrichen wurde. 1792 erhielt der Turm erstmals eine Turmuhr und 1806 ein Turmkreuz mit einer 1/4 Eimer großen Kugel.
Die letzte große Renovierung der Pfarrkirche erfolgte ab 1988 sowohl außen als auch innen.
Glocken
Die älteste der Kirchenglocken stammt aus dem Jahr 1666. In dem 1755 fertiggestellten Kirchturm befanden sich vier Glocken mit einem Gewicht von 8, 5, 3 und 1 Zentner. 1823 wurden alle Glocken mit Ausnahme der alten Glocke aus dem Jahr 1666 umgegossen. 1886 wurde eine zersprungene Glocke ausgetauscht, deren Klang allerdings nicht zu den übrigen Glocken passte.
Im Ersten Weltkrieg mussten alle Glocken, wiederum mit Ausnahme der alten Glocke aus dem Jahr 1666, abgeliefert werden und die Pfarrkirche Heidenreichstein hatte bis 1930 nur diese eine Glocke. Die 1930 angeschafften Glocken wogen 709, 281 und 54 Kilogramm. 1942 mussten dann alle Glocken einschließlich der alten Glocke aus dem Jahr 1666, aber ausschließlich der 54 Kilogramm schweren Sterbeglocke kriegsbedingt abgeliefert werden. 1946 wurde die bereits für immer verloren geglaubte Glocke aus dem Jahr 1666 in Wien aufgefunden und wieder zurück nach Heidenreichstein gebracht. 1953 wurde das Geläute um drei Glocken mit einem Gewicht von 720, 300 und 180 Kilogramm wieder ergänzt. Seit 1953 verfügt die Pfarrkirche über fünf Glocken.
Inneneinrichtung
Die Stadtpfarrkirche Heidenreichstein verfügt über drei barocke Altäre. Der Hochaltar wurde 1760 erbaut. Die Tumba samt Tabernakel wurde 1839 durch Beiträge der Gemeinde renoviert. Die beiden Seitenaltäre ersetzten 1764 die älteren aus dem Jahr 1663.
1847 und 1848 wurde die Kirche innen renoviert und erhielt einen neuen Kreuzweg und zwei Altarbilder für die Seitenaltäre sowie ein Hochaltarbild. Die drei Altarbilder stammen von Ludwig Ferdinand Schnorr von Carolsfeld. Bemerkenswert sind in der Kirche ein gotischer Opferstock und die barocke Kanzel mit der Figur des „Guten Hirten“.
In der Kirche befindet sich weiters eine Monstranz (Ostensorium) aus dem Jahr 1512, die von feinster gotischer Arbeit ist. Sie steht im Privatbesitz der örtlichen Kirchengemeinde, da sie bei einer befohlenen Ablieferung durch Silbergeld ausgelöst wurde.
Orgeln
Eine 1768 von einem Orgelbauer in Datschitz in Mähren erbaute Orgel mit 11 Registern wurde 1872 grundlegend repariert. Die von Franz Capek 1904 in Krems erbaute Orgel erhielt 1917 ein neues Zinnprospekt und wurde 1963 von Karl Schönhofer überholt.
1989 wurde bei der Firma Rieger aus Schwarzach, Vorarlberg, eine neue Orgel mit 16 Registern in Auftrag gegeben und 1993 eingeweiht.